# Wake Me Up!
「Wake Me Up!」（ウェイク・ミー・アップ）は、日本の女性歌手グループ、SPEEDの4枚目のシングル。

## 解説
- 累計売上は89万枚（公称）[1]。オリコン集計での累計売上は67.1万枚。

## 収録曲
全曲 作詞・作曲：伊秩弘将、編曲：水島康貴
1. Wake Me Up!
PVはフィリピンのボホール島で撮影された。監督は鶴岡雅浩。
この曲の歌詞の中に「もう泣かない」という島袋寛子のセリフがあるが、歌番組などに出るとその時にカメラ目線を要求されていた。しかし、島袋本人はカメラ目線が苦手だったため、このセリフが嫌いだったらしい。
ロート製薬『Zi：リセ』のCMソングとして使用された。
映画『ウォーターボーイズ』の主人公達がゲームセンターで『ダンスダンスレボリューション』をプレイするシーンにて、この曲の英語バージョンが流れている。
シングルヴァージョンはオリジナルアルバムやベストアルバムには1度も収録されていない。
2. 熱帯夜
両A面シングルでは無くタイアップも付いていなかったが、PVも制作された。PVはライブのリハーサル中にスタジオの一角で撮影されたものと4人の顔だけ出るものが存在し後者は『COUNT DOWN TV』（TBS系列）などで2ndアルバム「RISE」の1曲として流れた。監督は同じく鶴岡。
また、オリジナルアルバム、ベストアルバムなど数多く収録されている。
3. Wake Me Up!（Instrumental）
4. 熱帯夜（Instrumental）

## 収録アルバム
- RISE (#1,2、#1はRISE Mix)
- MOMENT (#1,2、#1はgrowin' up! mix)
- SPEED THE MEMORIAL BEST 1335days Dear Friends 1 (#1、RISE Mix)
- SPEEDLAND -The Premium Best Re Tracks-(#1,2両曲とも Re Tracks)

## カバー
Wake Me Up!
- Dream5（2012年、7thシングル「READY GO!!/Wake Me Up!」収録）
- LiSA（2021年、トリビュート・アルバム「SPEED SPIRITS」収録）

熱帯夜
- イタリアの歌手、HANNAが熱帯夜を「BACK IN THE TIME」としてカバーしている。(1999年、「ULTRA DANCE 004 収録」)
- 大森靖子（2021年、トリビュート・アルバム「SPEED SPIRITS」収録）